# Gaotaiite
La gaotaiite è un minerale.